# Amauris steckeri
Amauris steckeri är en fjärilsart som beskrevs av Napoleon Manuel Kheil 1889. Amauris steckeri ingår i släktet Amauris och familjen praktfjärilar. Inga underarter finns listade i Catalogue of Life.